# ジョン・スラデック
ジョン・トマス・スラデック（John Thomas Sladek、1937年12月15日 - 2000年3月10日）はアメリカ合衆国の小説家、SF作家、推理作家。風刺的かつ遊戯的、そしてシュールリアリスティックな作風で知られる。アイオワ州ウェバリー出身。

## 概要
ミネソタ大学で英文学と機械工学を学ぶ。モロッコ、スペイン、オーストリアなどに滞在しながらSFの創作を行い、1957年にトマス・M・ディッシュとともにイギリスに移住する。
1960年代にイギリスにて、ニュー・ウェーブ運動に加わる。自己複製マシンの暴走を描いた処女作は、ロンドンGollanczよりThe Reproductive Systemのタイトルで、アメリカではMechasmのタイトルで出版された。The Müller-Fokker Effectでは、人間の個性のテープへの移植実験の失敗によって、過剰な商業取引、宗教、愛国心、そして雑誌の風刺を行う。『ロデリック』、Roderick at Randomでは伝統的な風刺の手段、無原罪の第三者、この場合ロボット、の視点を利用している。『チク・タク・チク・タク・チク・タク・チク・タク・チク・タク・チク・タク・チク・タク・チク・タク・チク・タク・チク・タク』や『遊星よりの昆虫軍X』においては更に暗く、ロボット工学三原則を欠いたソシオパスのロボットや、薄幸なテクニカルライターに造られ、早々に狂気に陥るロボットを用いている。
またスラデックはアイザック・アシモフ、アーサー・C・クラーク、コードウェイナー・スミス、J・G・バラード、レイ・ブラッドベリなどのSF作家のパロディー短編でも知られる。
また厳格な唯物論者でもあり、ノンフィクションThe New Apocryphaにおいて疑似科学やオカルトを容赦のない批判に晒している。ジェイムズ・ヴォーのペンネームでArachne Risingを著し、科学の成立により弾圧隠蔽されたとする13番目のサインに関するノンフィクションと偽った記事を、人々が信じるかどうかの検証を行った。
さらに友人であるトマス・M・ディッシュと共に、カサンドラ・ナイ名義でゴシック・ロマンThe House that Fear Builtを、トム・デミジョン名義で風刺的ミステリ『黒いアリス』を著す。
本格ミステリ作家でもあり、1972年に短篇「見えざる手によって」がミステリ・コンテスト（ロンドン・タイムズとジョナサン・ケープが主催）で優勝。「見えざる手によって」にも登場していた、アメリカ人の素人探偵サッカレイ・フィンがイギリスを舞台にして活躍する長編『黒い霊気』『見えないグリーン』などを執筆した。『見えないグリーン』は日本翻訳時に本格ミステリファンから非常に高く評価された。
他に有名なパロディーとして、『恋の骨折り損』に出てくる"Honorificabilitudinitatibus"という孤語（hapax legomenon）が、ラテン語のhi ludi, F. Baconis nati, tuiti orbi（「これらの戯曲はF・ベーコンの作りて世に残すものなり」）というアナグラムであるとの反ストラトフォード派の説に対するものがある。スラデックは"Honorificabilitudinitatibus"にI, B. Ionsonii, uurit [writ] a lift'd batch、即ちシェークスピアの作品はベン・ジョンソンによるものであると意味するアナグラムを見いだした。
1986年、スラデックはイギリスからミネソタ州へ戻り、2000年間質性肺炎により死去するまで過ごした。

## 作品リスト

### SF長編
- The Reproductive System (Mechasm) (1968)
- The Müller-Fokker Effect (1970)
- Roderick (1980）
  - 部分訳「ロデリックより抜粋」柳下毅一郎 訳（『ロボット・オペラ』瀬名秀明編に収録。光文社、2004年。ISBN 978-4334924379）
  - 柳下毅一郎 訳『ロデリック:(または若き機械の教育)』河出書房新社〈ストレンジ・フィクション〉、2016年2月。ISBN 978-4309630052。
- Roderick at Random (1983)
- Tik-Tok (1983) - 1983年英国SF協会賞受賞、『SFが読みたい! 2024年度版』海外部門一位。
  - 鯨井久志 訳『チク・タク・チク・タク・チク・タク・チク・タク・チク・タク・チク・タク・チク・タク・チク・タク・チク・タク・チク・タク』竹書房〈竹書房文庫〉、2023年8月。ISBN 978-4801936676。
- Bugs (1989)
  - 柳下毅一郎 訳『遊星よりの昆虫軍X』早川書房〈ハヤカワ文庫SF〉、1992年12月。ISBN 978-4150109943。

### 短篇集
- The Steam-Driven Boy (1973)
- Keep the Giraffe Burning (1977)
  - 越智道雄 訳『スラデック言語遊戯短編集』サンリオ〈サンリオSF文庫〉、1985年12月。ISBN 978-4387851882。
- Alien Accounts (1982)
- The Lunatics of Terra (1984)
- Maps: The Uncollected John Sladek (2002) - デイヴィッド・ラングフォード編
- 蒸気駆動の少年（日本オリジナル、柳下毅一郎編、河出書房新社〈奇想コレクション〉、2008年。ISBN 978-4309622019）

### ミステリー
- The House that Fear Built (1966) - カサンドラ・ナイ名義、トマス・M・ディッシュと共作
- Black Alice (1968) - トム・デミジョン名義、トマス・M・ディッシュと共作
  - 各務三郎 訳『黒いアリス』角川書店〈角川文庫〉、1976年。
- Black Aura (1974)
  - 風見潤 訳『黒い霊気』早川書房〈世界ミステリシリーズ〉、1977年2月。
- Invisible Green (1977)
  - 真野明裕 訳『見えないグリーン』早川書房〈ハヤカワ・ミステリ文庫〉、1985年6月。ISBN 4150753016。 - 密室と連続殺人の本格ミステリ。東西ミステリーベスト100、1986年版海外部門79位・2012年版海外部門50位。
  - 真野明裕 訳『見えないグリーン』（新装版）早川書房〈ハヤカワ・ミステリ文庫〉、2008年9月。ISBN 978-4150753023。
- The Book of Clues (1984)

### ノンフィクション
- The New Apocrypha (1973)
- Arachne Rising (1977) - ジェイムズ・ヴォー名義
- The Cosmic Factor (1978) - ジェイムズ・ヴォー名義